# Processi per l'eccidio di Porzûs
I processi per l'eccidio di Porzûs coinvolsero esecutori e mandanti della strage che ebbe luogo fra il 7 e il 18 febbraio 1945 nel Friuli orientale. Essendo stati rinviati a giudizio i massimi livelli del PCI della regione, fra la denuncia dei fatti del 1945 e l'ultima sentenza del 1960 le vicende processuali causarono grosse polemiche giornalistiche, politiche e di riflesso storiografiche sulla natura e sugli obiettivi immediati e prospettici del PCI negli anni della Resistenza. Di converso, la stampa del partito condusse una campagna per denunciare un complotto ai propri danni, accusando contemporaneamente i partigiani della Osoppo di connivenza con i nazifascisti.

## Il ritrovamento dei corpi e la denuncia
|                                        |                                       |                                       |                                                                                |
| Esumazione di un corpo a Bosco Romagno | Due immagini dei funerali di Cividale | Due immagini dei funerali di Cividale | Inumazione della salma di Guido Pasolini nel cimitero di Casarsa della Delizia |

Subito dopo la Liberazione (25 aprile 1945) i primi a denunciare data e dinamica dell'eccidio furono i comandanti osovani Candido Grassi "Verdi" (all'epoca socialista, in seguito deputato socialdemocratico) e Alfredo Berzanti "Paolo" (democristiano). Questi accusarono i partigiani comunisti di aver ucciso i propri compagni di lotta «sol perché si erano resi colpevoli di non aver voluto combattere i tedeschi sotto la bandiera jugoslava». Verso metà giugno i corpi dei trucidati di Bosco Romagno vennero ritrovati dai parenti. Il 21 giugno 1945 si svolsero i funerali delle vittime a Cividale del Friuli. Il 23 giugno, Grassi e Berzanti presentarono una denuncia al Procuratore del Regno di Udine, a nome del Comando del Gruppo Divisioni "Osoppo Friuli".
Nei giorni precedenti i due avevano ripetutamente chiesto ai comunisti Lino Zocchi "Ninci" (già comandante della brigata Garibaldi Friuli) e Mario Lizzero "Andrea" (commissario politico delle formazioni garibaldine in Friuli) di associarsi nella denuncia, ottenendo tuttavia sempre un rifiuto. Passando i mesi senza novità alcuna ed esasperati per l'attesa, i partigiani della Osoppo pubblicarono nel 1947 un numero unico stampato a Udine, riproducendo tutti i documenti accusatori «contro tutte le omertà che vietano il libero corso della giustizia».

## Il processo di primo grado
Il processo fu istituito in prima battuta dalla procura di Udine, che tuttavia poco dopo trasmise gli incartamenti al tribunale militare di Verona. Da questo le carte passarono alla procura di Venezia, che concluse il 13 dicembre 1948 l'istruttoria penale con rinvio a giudizio di 45 imputati davanti alla corte d'assise di Udine per rispondere dei delitti di omicidio aggravato continuato e saccheggio. Per legittima suspicione la Corte di Cassazione trasferì il procedimento a Brescia, dove il dibattimento ebbe inizio il 9 gennaio 1950. Il 20 gennaio la corte d'assise di Brescia, con ordinanza propria, rinviò la causa a nuovo ruolo per permettere al pubblico ministero di contestare altri reati agli imputati.
Il 2 maggio 1950 la madre di Franco Celledoni, una vittima osovana dell'eccidio, denunciò al procuratore della Repubblica di Udine Alfio Tambosso "Ultra", Valerio Stella "Ferruccio" e Giovanni Padoan "Vanni" (rispettivamente vicesegretario provinciale del PCI di Udine, comandante della Brigata Garibaldi Friuli e commissario politico della divisione Garibaldi Natisone) quali presunti mandanti della strage, nonché Enzo Iurich (Jurich) "Ape" quale esecutore materiale dell'uccisione dell'altro osovano Angelo Augelli "Massimo". L'istruttoria nascente da tale nuova denuncia fu unificata con la precedente, e l'8 febbraio 1951 il giudice istruttore di Venezia ordinò un nuovo rinvio a giudizio avanti la corte d'assise di Brescia degli imputati delle due istruttorie, per rispondere dei reati precedentemente contestati, cui si aggiunsero quelli di sequestro di persona, plagio e attentato all'integrità territoriale dello Stato.
Il processo fu trasferito una seconda volta per legittima suspicione avanti la corte d'assise di Lucca, dove nel settembre 1951 ricominciò la fase dibattimentale. Il 26 settembre 1951 Pier Paolo Pasolini testimoniò in aula in quanto parte lesa. Nel corso dei processi il PCI esibì diversi documenti prodotti negli anni precedenti, soprattutto per respingere l'accusa di tradimento elevata giudiziariamente contro i gappisti e le strutture direttive del partito in Friuli.
I processi videro la presenza di alcune fra le più importanti personalità del tempo: nel collegio di difesa degli accusati figurarono, tra gli altri, gli avvocati e parlamentari comunisti Umberto Terracini (già presidente dell'Assemblea Costituente), Fausto Gullo (già Ministro di grazia e giustizia) e Aldo Buzzelli, nonché i parlamentari socialisti Giuseppe Ferrandi e Leonetto Amadei (in seguito presidente della Corte costituzionale): tutte le spese giudiziarie della difesa vennero sostenute dal "Comitato Nazionale di Solidarietà Democratica", istituito il 2 agosto 1948 da varie personalità – principalmente del PCI e del PSI – per garantire assistenza legale e materiale agli imputati e agli arrestati – nonché alle loro famiglie – nei procedimenti penali aventi connotazione politica. Fra gli avvocati della parte civile vi furono il senatore del Partito Democratico del Lavoro Luigi Gasparotto (più volte ministro nei governi pre e postbellici), i senatori democristiani Giovanni Carignani (già presidente del CLN di Lucca) e Albino Donati (già membro del CLN di Brescia), oltre al deputato Valdo Fusi (già membro democristiano del CLN del Piemonte). Tra i testimoni vi furono invece il generale Raffaele Cadorna e il deputato democristiano Enrico Mattei (già rispettivamente comandante e vice comandante del Corpo Volontari della Libertà).
Alcuni dei maggiori imputati erano da tempo fuggiti in Jugoslavia o in Cecoslovacchia: su 51 di essi risultavano latitanti in 18, fra i quali Mario Toffanin "Giacca", Felice Angelini "Fuga", Bruno Grion "Falchetto", Vittorio Iuri (Juri) "Marco", Leonida Mazzaroli "Silvestro", Fortunato Pagnutti "Dinamite", Bruno Pizzo "Cunine", Antonio Mondini "Boris", Adriano Cernotto "Ciclone", Gustavo Bet "Gastone" e Italo Zaina "Nullo". Aldo Plaino "Valerio" risultava residente nella Zona B del Territorio Libero di Trieste ad amministrazione militare jugoslava, mentre Giovanni Padoan "Vanni" viveva a Praga lavorando per le trasmissioni in lingua italiana della radio nazionale, frequentando nel contempo la scuola del PCI di Dobřichovice assieme a vari altri partigiani italiani ivi rifugiati in quanto accusati di atti di violenza nel dopoguerra.
Il 6 aprile 1952 vi fu la prima sentenza: Mario Toffanin, Vittorio Juri e Alfio Tambosso furono condannati all'ergastolo; Aldo Plaino e Ostelio Modesti a trent'anni di reclusione ciascuno. Nel complesso, furono irrogati tre ergastoli e 704 anni, 2 mesi e 10 giorni di reclusione a quarantuno imputati, ridotti a 289 per l'applicazione di una serie di condoni previsti da norme entrate in vigore nel frattempo. Per effetto di ciò Toffanin e Juri si videro ridotta la pena a trent'anni, Tambosso a ventinove, Modesti a nove e Plaino a dieci. Dieci imputati furono assolti, fra di essi Lino Zocchi "Ninci", Mario Fantini "Sasso" (già comandante della Divisione Garibaldi Natisone), Valerio Stella "Ferruccio" (già comandante della Brigata Garibaldi Friuli) e Giovanni Padoan "Vanni". Tutti gli imputati furono assolti dal reato di tradimento per attentato all'integrità dello Stato.
Secondo i giudici di Lucca, il movente dell'attacco alle malghe era dovuto «[all']astio e [all']avversione scaturiti dalle diverse tendenze politiche degli Osovani e dei Garibaldini, [al] rapido sviluppo e morboso ingigantimento di ogni passione in un'atmosfera arroventata e caotica. (...) L'omicidio ha per causale, non il tradimento osovano o garibaldino, ma l'odio politico divampato dall'anticomunismo di Bolla che, sorpassando quello di ogni altro, esplose in un ambiente infuocato e saturo delle più sconcertanti risonanze, andando a cozzare contro l'animosa intolleranza dei fanatici avversari. (...) L'avversione di Bolla dovette sembrare [ai Garibaldini] sorpassare quell'indefinito e generico anticomunismo che aveva contraddistinto l'Osoppo, e che finisce per sviluppare il più esteso e robusto livore nella coscienza di costoro, animati da cieco fanatismo politico, che tutto riduce all'unico denominatore di una integrale volontà rivoluzionaria intollerante di qualsiasi contrasto da parte di altri e pronto ad abbattere senza tentennamenti chiunque si ponga lungo il loro cammino. Volontà questa che trovava nella "belluina violenza" di Giacca il più sicuro esecutore». Alla lettura della sentenza Modesti si rivolse ai giudici con queste parole: «Signori, la vostra sentenza ha avuto il potere di serrare dinanzi a noi le sbarre di questa gabbia, ma noi siamo più forti di voi!», al che gli altri imputati gridarono «Viva la Resistenza!». L'8 aprile l'Unità pubblicò in prima pagina un telegramma inviato da Togliatti a Modesti: «Giunga a te e a tutti i compagni la solidarietà affettuosa del partito, che dalle ingiuste condanne è uscito più grande e più forte per il consenso dei cittadini animati da spirito di democrazia e di amor di patria».

## Il processo d'appello

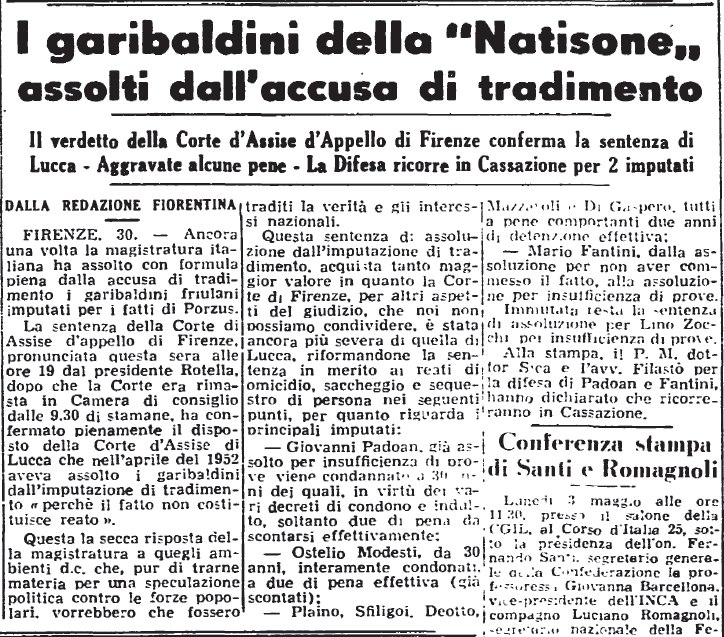
La sentenza del processo d'appello su l'Unità del 1º maggio 1954

Il processo di secondo grado si svolse presso la corte d'assise d'appello di Firenze, cui si erano appellate le parti per motivi opposti: la pubblica accusa per un inasprimento generale delle pene e per il riconoscimento del reato di tradimento, le difese per chiedere l'assoluzione piena. La sentenza del 30 aprile 1954 decretò che «la strage (…) fu un atto tendente a porre una parte del territorio italiano sotto la sovranità jugoslava», ma assolse gli imputati per il reato di tradimento in quanto «pur essendo [l'azione degli imputati] subiettivamente ed obiettivamente diretta al fine del tradimento» non determinò «una situazione di pericolo per l'interesse dello Stato al mantenimento della sua integrità territoriale».
La corte si pronunciò anche in merito alle accuse di collaborazionismo mosse alla Osoppo da Toffanin, esaminando una serie di episodi da quest'ultimo presentati come prove del «compromesso» fra osovani, tedeschi e fascisti e della predisposizione dei primi a combattere «piuttosto gli slavi che i fascisti». I giudici conclusero che non esistesse alcuna prova in tal senso, rimarcando non solo l'inesistenza di accordi con tedeschi e fascisti, ma anche la «profonda avversione verso il nazifascismo» di "Bolla", concludendo che «nessuna ombra può quindi rimanere» su quest'ultimo. Furono confermate le pene precedentemente inflitte dalla corte d'assise di Lucca per i reati principali e inasprite le pene per i reati di sequestro di persona e saccheggio. Giovanni Padoan, che in primo grado era stato assolto per insufficienza di prove, fu condannato a trent'anni di reclusione, ridotti a due per effetto delle varie amnistie e condoni. A causa di tali provvedimenti legislativi, nessuno dei condannati presenti al processo finì detenuto, mentre una parte di essi continuò la latitanza all'estero.
Tre giorni più tardi, sulla seconda pagina de l'Unità, apparve un articolo di Ferdinando Mautino "Carlino" – già capo di stato maggiore delle Divisioni Garibaldi del Friuli e fra i fautori della subordinazione dei garibaldini al IX Korpus sloveno, inviato speciale per il quotidiano comunista lungo tutto il processo nonché testimone a favore degli imputati – che stigmatizzò «la speculazione democristiana sui fatti di Porzûs, fra le tante porcherie commesse da questi nostri dirigenti e nemmeno fra le più rimarchevoli». Il procuratore generale di Firenze impugnò la sentenza presso la Cassazione, chiedendo l'annullamento dell'assoluzione per il reato di tradimento per aver attentato all'integrità dello Stato nei confronti di Juri, Modesti, Padoan, Paino, Tambosso, Toffanin, Zocchi e Fantini. Per gli ultimi due fu chiesto anche l'annullamento della sentenza di assoluzione per insufficienza di prove per il reato di omicidio, sequestro di persona e rapina.
Analogamente impugnarono la sentenza gli imputati per chiedere nuovamente l'assoluzione.
Quadro riassuntivo della sentenza
Di seguito il quadro riassuntivo delle condanne e delle assoluzioni irrogate dalla corte d'assise d'appello di Firenze, con propria sentenza del 30 aprile 1954 per i capi di imputazione di:
- omicidio aggravato e continuato;
- rapina aggravata;
- sequestro di persona;
- tradimento (limitatamente a Toffanin, Iuri, Palino, Modesti, Tambosso, Zocchi, Padoan e Fantin)[36].

La corte d'assise d'appello assolse gli imputati dal reato di tradimento, con la formula «perché il fatto non costituisce reato»: cassata l'assoluzione dalla Suprema Corte di Cassazione, il nuovo processo per lo stesso reato non fu celebrato per sopraggiunta amnistia.
Imputati condannati
| Nome            | Cognome         | Nome di guerra | Pena irrogata              | Note |
| --------------- | --------------- | -------------- | -------------------------- | --- |
| Mario           | Toffanin        | Giacca         | Ergastolo                  | Comandante dei gappisti. Fu nel gruppo che uccise De Gregori, la Turchetti e Gastone Valente |
| Vittorio        | Iuri (Juri)     | Marco          | Ergastolo                  | Uno dei due bracci destri di "Giacca" |
| Alfio           | Tambosso        | Ultra          | Ergastolo                  | Vicesegretario della federazione del PCI di Udine |
| Ostelio         | Modesti         | Franco         | 30 anni                    | Segretario della federazione del PCI di Udine |
| Giovan Battista | Padoan          | Vanni          | 30 anni                    | Commissario politico della Divisione Garibaldi Natisone |
| Aldo            | Plaino          | Valerio        | 30 anni                    | Uno dei due bracci destri di "Giacca" |
| Lorenzo         | Deotto          | Lilly          | 22 anni e 8 mesi           | Comandante del GAP "Giotto". Fu uno degli uccisori di Guido Pasolini "Ermes", Antonio Previti "Guidone", Antonio Cammarata "Toni", Pasquale Mazzeo "Cariddi". |
| Leonida         | Mazzaroli       | Silvestro      | 22 anni e 8 mesi           | Compagno di scuola dell'osovano Leo Patussi "Tin", probabilmente salvato grazie alla loro amicizia. Fu nel gruppo che uccise De Gregori, la Turchetti e Gastone Valente. Fu anche uno degli uccisori di Guido Pasolini "Ermes", Antonio Previti "Guidone", Antonio Cammarata "Toni", Pasquale Mazzeo "Cariddi" |
| Urbino          | Sfiligoi        | Bino           | 22 anni e 8 mesi           | Comandante del GAP "Ardito". Fu nel gruppo che uccise De Gregori, la Turchetti e Gastone Valente. Fu anche uno degli uccisori di Guido Pasolini "Ermes", Antonio Previti "Guidone", Antonio Cammarata "Toni", Pasquale Mazzeo "Cariddi".                                                                       |
| Tullio          | Di Gaspero      | Osso           | 20 anni e 8 mesi           | Assieme a "Titti", fu l'uccisore di Comin. Fu anche uno degli uccisori di Guido Pasolini "Ermes", Antonio Previti "Guidone", Antonio Cammarata "Toni", Pasquale Mazzeo "Cariddi". |
| Ernesto         | Canzut          | Lesto          | 18 anni e 7 mesi           | |
| Felice          | Angelini        | Fuga           | 18 anni                    | Compaesano dell'osovano Gaetano Valente "Cassino", salvato probabilmente grazie a questa circostanza |
| Silvano         | Bon             | Sino           | 18 anni                    | |
| Alessio         | Cantarutti      | Stefano        | 18 anni                    | |
| Rosario         | Cepile          | Centro         | 18 anni                    | |
| Adriano         | Cernotto        | Ciclone        | 18 anni                    | |
| Olivo           | Collarig        | Tabacco        | 18 anni                    | |
| Marcello        | Del Torre       | Freccia        | 18 anni                    | |
| Luigi           | Fabiani         | Lolo           | 18 anni                    | |
| Gino            | Felcaro         | Pacifico       | 18 anni                    | |
| Giorgio         | Iulita (Julita) | Jolly          | 18 anni                    | Comandante del GAP "Tremenda" |
| Carlo           | Maurencig       | Pin            | 18 anni                    | |
| Venuto          | Mauri           | Piero          | 18 anni                    | |
| Antonio         | Mondini         | Boris          | 18 anni                    | |
| Mario Giovanni  | Ottaviano       | Bibo           | 18 anni                    | |
| Fortunato       | Pagnutti        | Dinamite       | 18 anni                    | Guida dei gappisti verso le malghe di Topli Uork |
| Renato          | Peressan        | Titti          | 18 anni                    | Assieme a "Osso", fu l'uccisore di Comin |
| Gino            | Persoglia       | Lula           | 18 anni                    | |
| Bruno           | Pizzo           | Cunine         | 18 anni                    | |
| Remigio         | Russian         | Ruota          | 18 anni                    | |
| Giorgio         | Sfiligoi        | Terzo          | 18 anni                    | Fu nel gruppo che uccise De Gregori, la Turchetti e Gastone Valente |
| Gino            | Tami            | Pue            | 18 anni                    | |
| Tarcisio        | Venica          | Furia          | 18 anni                    | |
| Alfredo         | Zuppel          | Vespa          | 18 anni                    | |
| Enzo            | Iurich (Jurich) | Ape            | 14 anni e 4 mesi           | Uccisore di Angelo Augelli "Massimo" |
| Dario Enzo      | Iaizza          | Ivo            | 12 anni e 9 mesi           | Uccisore di Franco Celledoni "Atteone" |
| Giovanni        | Brach           | Buco           | 12 anni 1 mese e 10 giorni | |
| Alfredo         | Caldana         | Bomba          | 12 anni 1 mese e 10 giorni | |
| Bruno           | Grion           | Falchetto      | 12 anni 1 mese e 10 giorni | |
| Ferruccio       | Peressin        | Ferro          | 12 anni 1 mese e 10 giorni | |
| Edo             | Zuppel          | Eppel          | 12 anni 1 mese e 10 giorni | |
| Sergio          | Zuppel          | Longo          | 12 anni 1 mese e 10 giorni | |

Imputati assolti per insufficienza di prove
| Nome  | Cognome | Nome di guerra | Note                                          |
| ----- | ------- | -------------- | --------------------------------------------- |
| Mario | Fantini | Sasso          | Comandante della Divisione Garibaldi Natisone |

Imputati assolti per non aver commesso i fatti in ordine ad alcuni omicidi e per insufficienza di prove per altri omicidi e per le restanti accuse
| Nome    | Cognome  | Nome di guerra | Note                                        |
| ------- | -------- | -------------- | ------------------------------------------- |
| Livio   | Bastiani | Bianco         |                                             |
| Gustavo | Bet      | Gastone        | Comandante del GAP "Amor"                   |
| Adino   | Longo    | Condor         |                                             |
| Valerio | Stella   | Ferruccio      | Comandante della Brigata Garibaldi Friuli   |
| Lino    | Zocchi   | Ninci          | Comandante delle Divisioni Garibaldi Friuli |

Imputati assolti per non aver commesso i fatti
| Nome      | Cognome  | Nome di guerra |
| --------- | -------- | -------------- |
| Valeriano | Rossitti | Piero          |
| Luciano   | Torello  | Mirko          |
| Italo     | Zaina    | Nullo          |

## Il processo in Cassazione
Il 18 giugno 1957 iniziò la discussione dell'impugnazione della sentenza di secondo grado presso la Corte di Cassazione: il Procuratore Generale, in linea con le richieste della procura di Firenze, chiese il rigetto del ricorso degli imputati e un nuovo processo per il reato di tradimento. Il giorno seguente la Corte accolse in toto le tesi dell'accusa, confermando le sentenze, che divennero così definitive, per gli omicidi e i reati minori connessi, ma ordinando al contempo l'istruzione di un nuovo processo presso la corte d'assise d'appello di Perugia per il solo reato di tradimento per attentato contro l'integrità dello Stato per tutti gli imputati più importanti, nonché per il reato di omicidio, rapina e sequestro di persona per Zocchi e Fantini: «Una volta ritenuto e accertato che alcuni esponenti del Partito Comunista Italiano e altri Comandanti di formazioni partigiane garibaldine, d'intesa con le autorità jugoslave, mirarono all'instaurazione di un regime popolare progressivo in alcune zone dello Stato italiano e che, in vista di codeste finalità, fu compiuto il "triplice episodio" (passaggio della Natisone alle dipendenze del IX Korpus, Propaganda diretta a favorire le mire annessionistiche della Jugoslavia, Eccidio di Porzûs), la indagine deve essere eseguita non già tenendo conto soltanto della eventuale partecipazione delle formazioni garibaldine alle azioni militari svolte dalle forze jugoslave, ma spingendo lo sguardo sulla autentica essenza degli accordi precedenti. Di modo che la instaurazione della supremazia straniera in determinati territori, dovuta alla azione militare dei soli Jugoslavi, si può considerare opera degli Italiani, tutte le volte che le modalità di quelle operazioni rappresentavano la germinazione della intesa, intervenuta in precedenza, fra Italiani e Slavi».

## Il nuovo processo a Perugia
Fra la sentenza della Cassazione e l'apertura del procedimento a Perugia fu emanato l'11 luglio 1959 un decreto presidenziale di amnistia che coprì anche i reati di natura politica, intendendo con ciò anche ogni delitto comune determinato – in tutto o in parte – da motivi politici. Pervenuti quindi gli atti nel capoluogo umbro, il procuratore generale di Perugia chiuse la fase istruttoria rilevando l'estinzione del reato per sopraggiunta amnistia per tutti gli imputati (sentenza dell'11 marzo 1960). Pur avendone titolo ai sensi dell'art. 14 del citato decreto, nessun imputato esercitò il diritto alla rinuncia al beneficio al fine di farsi giudicare. Questo fu l'ultimo della lunga catena di atti processuali relativi alle vicende legate all'eccidio di Porzûs.